# Свобода воли, которой не существует
«Свобода воли, которой не существует» (англ. Free Will) — книга американского нейробиолога Сэма Харриса, опубликованная в 2012 году. В ней утверждается, что свобода воли — это иллюзия, но это обстоятельство не подрывает мораль и не умаляет значения политической и социальной свободы, и что она может и должна менять наши представления о важнейших вопросах в жизни.

## Обзор
В своей книге Харрис утверждает, что идея свободы воли непоследовательна и «не может быть сопоставлена с какой-либо мыслимой реальностью». По словам Харриса, наука «демонстрирует, что вы являетесь биохимической марионеткой» . Мысли и намерения людей, по словам Харриса, «возникают исходя из внешних причин, о которых мы не подозреваем и над которыми не осуществляем сознательного контроля». Каждый выбор, который мы делаем, обусловлен предшествующими причинами. Этот выбор, который мы делаем, определяется этими причинами и, следовательно, на самом деле не является выбором. Кроме того, Харрис утверждает, что наши мысли и намерения возникают из внешних причин, которые мы не можем контролировать, и, следовательно, действия, на которые влияют эти мысли, также неконтролируемы. Харрис также проводит различие между сознательными и бессознательными реакциями на мир. Даже не обладая свободой воли сознание играет важную роль в выборе, который мы делаем. Харрис утверждает, что это осознание человеческого разума не подрывает мораль и не умаляет значения социальной и политической свободы, но оно может и должно изменить наши представления по наиболее важным вопросам жизни.

## Отзывы
Работа Харриса неоднократно подвергалась резкой критике. Например, в своём критическом обзоре книги философ и учёный-когнитивист Дэниел Деннет утверждал, что Харрис нападает только на «популярную» идею свободы воли, которую Деннет считает ошибочной. Он заявляет, что существует «более совершенная» идея свободы воли, и именно ей следовало бы заняться Харрису. Харрис опубликовал ответ на эту критику. Комментируя как рецензию Деннета, так и ответ Харриса, историк Ричард Кэрриер раскритиковал ответ Харриса, заявив, что Деннет обильно цитирует экспертов и опубликованные работы в обсуждаемой области», в то время как Харрис этого не делает, более того, он «презирает» область философии.